# Veuil
Veuil est une commune française située dans le département de l'Indre, en région Centre-Val de Loire.

## Géographie

### Localisation
La commune est située dans le nord du département, dans la région naturelle du Boischaut Nord.
Les communes limitrophes sont : Vicq-sur-Nahon (2 km), Valençay (5 km), Luçay-le-Mâle (7 km) et Villentrois-Faverolles-en-Berry (10 km).
Les communes chefs-lieux et préfectorales sont : Valençay (5 km), Châteauroux (37 km), Issoudun (40 km), Le Blanc (64 km) et La Châtre (69 km).

### Hameaux et lieux-dits
Les hameaux et lieux-dits de la commune sont : les Chuets, les Charrons, la Pitière et les Vaudettes.

### Géologie et hydrographie
La commune est classée en zone de sismicité 2, correspondant à une sismicité faible.
Le territoire communal est arrosé par la rivière Nahon.

### Climat
Pour des articles plus généraux, voir Climat du Centre-Val de Loire et Climat de l'Indre.
En 2010, le climat de la commune est de type climat océanique dégradé des plaines du Centre et du Nord, selon une étude du CNRS s'appuyant sur une série de données couvrant la période 1971-2000. En 2020, Météo-France publie une typologie des climats de la France métropolitaine dans laquelle la commune est exposée à un climat océanique altéré et est dans la région climatique Centre et contreforts nord du Massif Central, caractérisée par un air sec en été et un bon ensoleillement.
Pour la période 1971-2000, la température annuelle moyenne est de 11,4 °C, avec une amplitude thermique annuelle de 15,2 °C. Le cumul annuel moyen de précipitations est de 706 mm, avec 11,4 jours de précipitations en janvier et 6,8 jours en juillet. Pour la période 1991-2020, la température moyenne annuelle observée sur la station météorologique de Météo-France la plus proche, sur la commune de Poulaines à 11 km à vol d'oiseau, est de 12,3 °C et le cumul annuel moyen de précipitations est de 696,1 mm,. Pour l'avenir, les paramètres climatiques de la commune estimés pour 2050 selon différents scénarios d'émission de gaz à effet de serre sont consultables sur un site dédié publié par Météo-France en novembre 2022.

### Voies de communication et transports
Le territoire communal est desservi par les routes départementales : 15, 15A, 128 et 960.
La ligne de Salbris au Blanc passe par le territoire communal, une gare (La Gauterie) dessert la commune. L'autre gare ferroviaire la plus proche est la gare de Selles-sur-Cher (20 km), sur la ligne de Vierzon à Saint-Pierre-des-Corps.
Veuil est desservie par les lignes A et T du Réseau de mobilité interurbaine et par la ligne 7 du réseau d'autocars TER Centre-Val de Loire.
L'aéroport le plus proche est l'aéroport de Châteauroux-Centre, à 37 km.
Le territoire communal est traversé par le sentier de grande randonnée de pays de Valençay.

## Urbanisme

### Typologie
Au 1er janvier 2024, Veuil est catégorisée commune rurale à habitat dispersé, selon la nouvelle grille communale de densité à sept niveaux définie par l'Insee en 2022.
Elle est située hors unité urbaine et hors attraction des villes,.

### Occupation des sols
L'occupation des sols de la commune, telle qu'elle ressort de la base de données européenne d’occupation biophysique des sols Corine Land Cover (CLC), est marquée par l'importance des territoires agricoles (86,2 % en 2018), une proportion sensiblement équivalente à celle de 1990 (85,9 %). La répartition détaillée en 2018 est la suivante : 
terres arables (60,9 %), zones agricoles hétérogènes (25,3 %), forêts (13,8 %). L'évolution de l’occupation des sols de la commune et de ses infrastructures peut être observée sur les différentes représentations cartographiques du territoire : la carte de Cassini (XVIIIe siècle), la carte d'état-major (1820-1866) et les cartes ou photos aériennes de l'IGN pour la période actuelle (1950 à aujourd'hui).

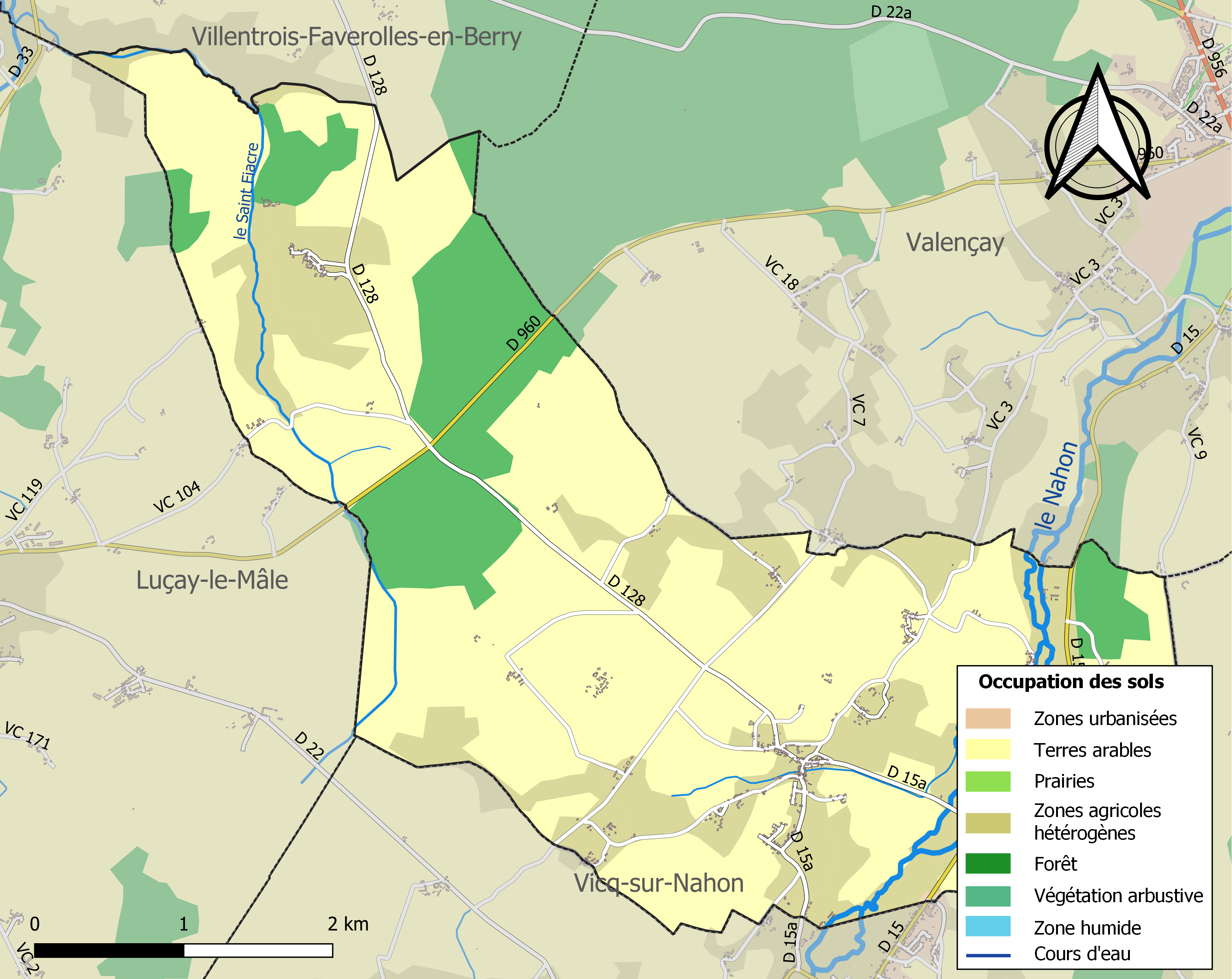
Carte des infrastructures et de l'occupation des sols de la commune en 2018 (CLC).

### Logement
Le tableau ci-dessous présente le détail du secteur des logements de la commune :
| Date du relevé                                              | 2013   |
| Nombre total de logements                                   | 221    |
| Résidences principales                                      | 83,1 % |
| Résidences secondaires                                      | 15,1 % |
| Logements vacants                                           | 1,8 %  |
| Part des ménages propriétaires de leur résidence principale | 77,7 % |

### Risques majeurs
Le territoire de la commune de Veuil est vulnérable à différents aléas naturels : météorologiques (tempête, orage, neige, grand froid, canicule ou sécheresse), feux de forêts, mouvements de terrains et séisme (sismicité faible). Un site publié par le BRGM permet d'évaluer simplement et rapidement les risques d'un bien localisé soit par son adresse soit par le numéro de sa parcelle.
Pour anticiper une remontée des risques de feux de forêt et de végétation vers le nord de la France en lien avec le dérèglement climatique, les services de l’État en région Centre-Val de Loire (DREAL, DRAAF, DDT) avec les SDIS ont réalisé en 2021 un atlas régional du risque de feux de forêt, permettant d’améliorer la connaissance sur les massifs les plus exposés. La commune, étant pour partie dans le massif de Gâtine, est classée au niveau de risque 4, sur une échelle qui en comporte quatre (1 étant le niveau maximal).

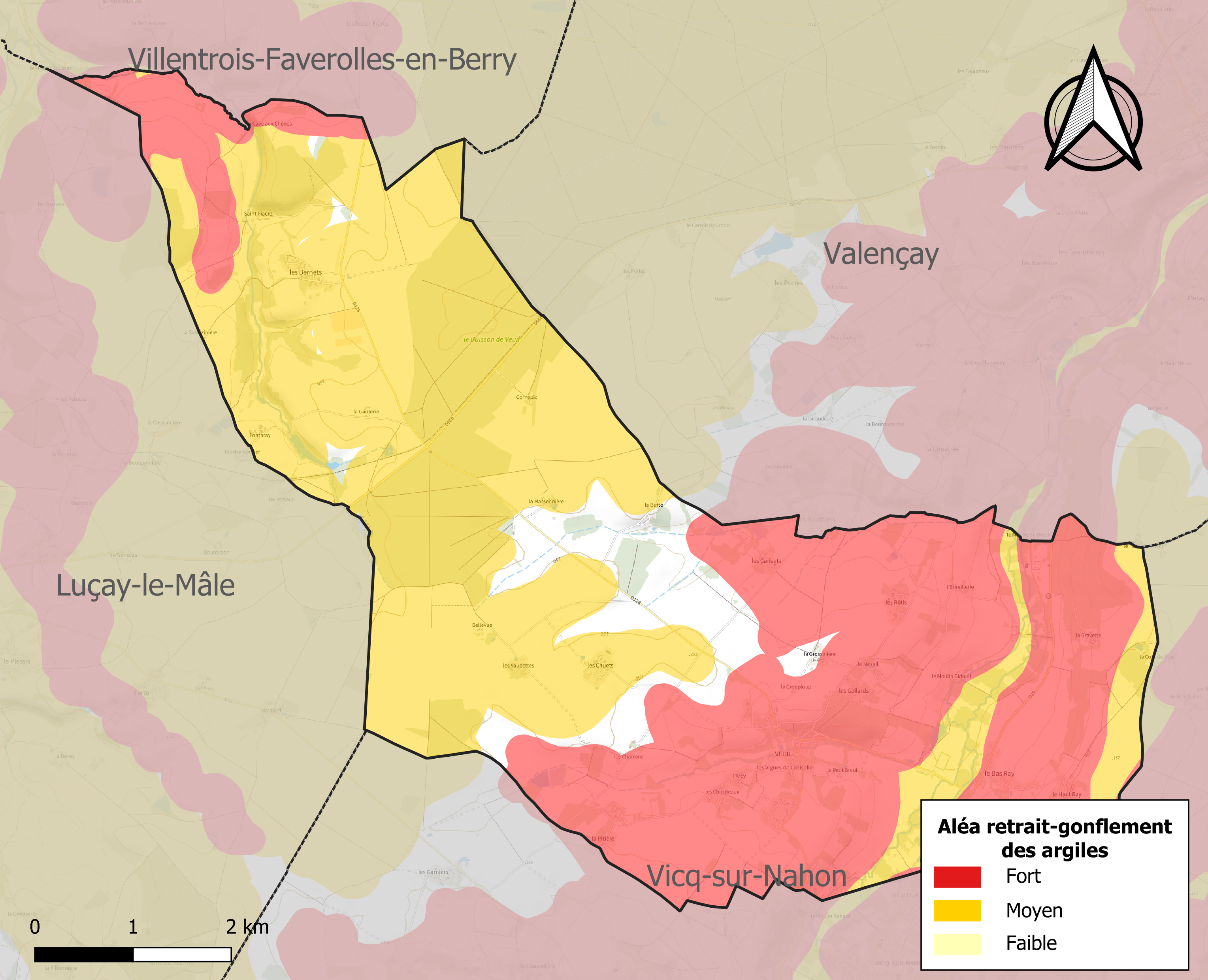
Carte des zones d'aléa retrait-gonflement des sols argileux de Veuil.

Les mouvements de terrains susceptibles de se produire sur la commune sont des tassements différentiels.
Le retrait-gonflement des sols argileux est susceptible d'engendrer des dommages importants aux bâtiments en cas d’alternance de périodes de sécheresse et de pluie. 92,1 % de la superficie communale est en aléa moyen ou fort (84,7 % au niveau départemental et 48,5 % au niveau national). Sur les 234 bâtiments dénombrés sur la commune en 2019, 230 sont en aléa moyen ou fort, soit 98 %, à comparer aux 86 % au niveau départemental et 54 % au niveau national. Une cartographie de l'exposition du territoire national au retrait gonflement des sols argileux est disponible sur le site du BRGM,.
Concernant les mouvements de terrains, la commune a été reconnue en état de catastrophe naturelle au titre des dommages causés par la sécheresse en 1989, 1991, 1992, 2002, 2011 et 2018 et par des mouvements de terrain en 1999.

## Toponymie

### Évolution du nom de la commune
Lors de l'Ancien Régime, la bourgade était appelée Weil, qui a dérivé en Vueil puis Veuil, orthographe fixée pendant la Révolution, au moment de la création des communes, en 1790[réf. souhaitée].

### Gentilé
Les habitants de Veuil sont appelés les Veuillois.

## Histoire

### Moyen Âge et Ancien Régime
Entre les XVIe et XVIIe siècles, la seigneurie de Weil est propriété de membres de la famille Hurault.

## Politique et administration
La commune dépend de l'arrondissement de Châteauroux, du canton de Valençay, de la deuxième circonscription de l'Indre et de la communauté de communes Écueillé - Valençay.

### Liste des maires[27]
| Période                                  | Période      | Identité      | Étiquette | Qualité                |
| ---------------------------------------- | ------------ | ------------- | --------- | ---------------------- |
| 5 novembre 1944                          | 10 mai 1953  | Léon Guilpain | ?         | ?                      |
| 10 mai 1953                              | 21 mars 1959 | Jules Huet    | ?         | ?                      |
| 21 mars 1959                             | 28 mars 1971 | Daniel Lacour | ?         | ?                      |
| 28 mars 1971                             | 25 mars 1989 | André Renard  | ?         | ?                      |
| 25 mars 1989                             | mars 2008    | Yvan Ricourt  | ?         | Dirigeant d'entreprise |
| mars 2008,                               | En cours     | Joël Rety     | DVD       | Menuisier              |
| Les données manquantes sont à compléter. |              |               |           |                        |

## Population et société

### Démographie
L'évolution du nombre d'habitants est connue à travers les recensements de la population effectués dans la commune depuis 1793. Pour les communes de moins de 10 000 habitants, une enquête de recensement portant sur toute la population est réalisée tous les cinq ans, les populations de référence des années intermédiaires étant quant à elles estimées par interpolation ou extrapolation. Pour la commune, le premier recensement exhaustif entrant dans le cadre du nouveau dispositif a été réalisé en 2006.

En 2022, la commune comptait 378 habitants, en évolution de +0,8 % par rapport à 2016 (Indre : −3 %, France hors Mayotte : +2,11 %).
| 1793 | 1800 | 1806 | 1821 | 1831 | 1836 | 1841 | 1846 | 1851 |
| ---- | ---- | ---- | ---- | ---- | ---- | ---- | ---- | ---- |
| 644  | 641  | 533  | 664  | 649  | 670  | 669  | 682  | 702  |

| 1856 | 1861 | 1866 | 1872 | 1876 | 1881 | 1886 | 1891 | 1896 |
| ---- | ---- | ---- | ---- | ---- | ---- | ---- | ---- | ---- |
| 697  | 673  | 674  | 641  | 621  | 625  | 625  | 632  | 607  |

| 1901 | 1906 | 1911 | 1921 | 1926 | 1931 | 1936 | 1946 | 1954 |
| ---- | ---- | ---- | ---- | ---- | ---- | ---- | ---- | ---- |
| 577  | 591  | 601  | 504  | 496  | 468  | 448  | 451  | 377  |

| 1962 | 1968 | 1975 | 1982 | 1990 | 1999 | 2006 | 2011 | 2016 |
| ---- | ---- | ---- | ---- | ---- | ---- | ---- | ---- | ---- |
| 412  | 395  | 375  | 370  | 386  | 364  | 366  | 386  | 375  |

| 2021 | 2022 | - | - | - | - | - | - | - |
| ---- | ---- | - | - | - | - | - | - | - |
| 377  | 378  | - | - | - | - | - | - | - |

### Enseignement
La commune dépend de la circonscription académique d'Issoudun.

### Manifestations culturelles et festivités
Chaque année, le dernier dimanche d'avril, a lieu la Fête de la nature.

### Médias
La commune est couverte par les médias suivants : La Nouvelle République du Centre-Ouest, Le Berry républicain, L'Écho - La Marseillaise, La Bouinotte, Le Petit Berrichon, France 3 Centre-Val de Loire, Berry Issoudun Première, Vibration, Forum, France Bleu Berry et RCF en Berry.

## Économie
La commune se situe dans la zone d’emploi de Romorantin-Lanthenay et dans le bassin de vie de Valençay.
La viticulture est l'une des activités de la commune, qui se trouve dans la zone couverte par l'AOC valençay.
La commune se trouve dans l'aire géographique et dans la zone de production du lait, de fabrication et d'affinage des fromages Valençay et Sainte-maure-de-touraine.

## Culture locale et patrimoine

### Lieux et monuments
- Vestiges du château du Veuil ; le château Renaissance[40], fut démonté à la demande de Talleyrand[41].
- Église Saint-Pierre[42],[40]
- Monument aux morts
- Four du Bas Ray[40]
- Fontaine séculaire[40]
- Lavoir

### Labels et distinctions
Veuil a obtenu au concours des villes et villages fleuris :
- trois fleurs en 2004[43] ;
- quatre fleurs en 2005[44], 2006[45], 2007[46], 2008[47], 2011[48], 2013, 2014, 2015 et 2016[49] ;
- le prix du ministère de l'Agriculture et de la Pêche et de l'Office National Interprofessionnel des fruits, des légumes, des vins et de l'horticulture  en 2007[46] ;
- le prix national du Jardinier en 2007[46].

### Héraldique, logotype et devise
| Blason de Veuil | Blason  | D'or à la croix d'azur cantonnée de quatre soleils non figurés de gueules.                              |
| Blason de Veuil | Détails | Ce blason rappelle les couleurs de la famille Hurault. Le statut officiel du blason reste à déterminer. |